# میگالون (بازیکن فوتبال)
میگالون (انگلیسی: Miguelón؛ زادهٔ ۱۸ ژانویهٔ ۱۹۹۶) بازیکن فوتبال اهل اسپانیا است.
از باشگاه‌هایی که در آن بازی کرده‌است می‌توان به باشگاه فوتبال ویارئال اشاره کرد.